# Jeux olympiques de la jeunesse de 2014
Les IIes Jeux olympiques de la jeunesse d'été se sont déroulés du 16 au 28 août 2014, à Nankin en Chine. Les Jeux olympiques de la jeunesse (JOJ) sont une manifestation multi-sports, culturelle et éducative. La désignation de la ville hôte a eu lieu lors des Jeux olympiques d'hiver de Vancouver en 2010. Trois villes étaient candidates.

## Sélection de la ville hôte
Le Comité international olympique (CIO) a mis en place les Jeux olympiques de la jeunesse en juillet 2007.

### Villes candidates
- Nankin (Chine)

La Chine avait pour candidature des Jeux olympiques de la Jeunesse d'été en 2014, la ville de Nankin. Celle-ci est située dans l'est de la Chine centrale, le long du fleuve Yangtze.
- Poznań (Pologne)

La ville était déjà candidate pour les JOJ de 2010, remporté par Singapour.

### Candidature abandonnée
- Guadalajara (Mexique)

Choisie par le Comité olympique mexicain au détriment de Monterrey, Guadalajara retire cependant sa candidature deux semaines après la sortie du rapport de la commission d'évaluation du CIO.

### Vote
La ville hôte des Jeux olympiques de la jeunesse d'été de 2014 a été élue lors de la Session du Comité international olympique du 10 février 2010 à Vancouver, avant les Jeux olympiques d'hiver de 2010. C'est la première élection d'une ville hôte des Jeux olympiques de la jeunesse durant une session du CIO. Les élections des villes hôtes des Jeux olympiques de la jeunesse d'été de 2010 et Jeux olympiques de la jeunesse d'hiver de 2012 ont été faites par un vote par correspondance des membres du CIO.
Le CIO note Nankin comme possédant « le moins de risques » des villes candidates.
| Nankin | Chine   | 47 |
| Poznań | Pologne | 42 |

## Organisation

### Mascotte
Comme les autres Jeux olympiques, les Jeux olympiques de la jeunesse d'été de 2014 ont leur propre mascotte. La mascotte choisie se décompose en trois parties. Le coloré "NANJING" reflète l'image de la porte de Nanjing et les caractéristiques de certaines maisons de Jiangnan. Les différentes couleurs symbolisent l'esprit plein d'énergie des jeunes.

### Torche olympique
La torche olympique est conçue par la Vatti Corporation Ltd. La torche est nommée la « Porte du Bonheur ». Une structure qui ressemble à une porte de la ville se trouve sur la partie supérieure de la torche et la couleur bleue de la torche représente la quiétude de Nankin. La rivière Changjiang qui coule à côté de Nankin est présenté sous forme de bandes sur la poignée de la torche. Il est dit que la torche est capable de résister à des vitesses de vent de 11 m/s (40 km/h), des précipitations de 50 mm/h, une altitude maximale de 4 500 mètres et une plage de température de −15 °C à 45 °C.
Conformément à la tradition olympique, la cérémonie d'allumage de la torche a eu lieu le 30 avril 2014 à Athènes, en Grèce, au Stade panathénaïque où les premiers Jeux olympiques ont eu lieu. Quatre jeunes athlètes grecs et chinois ont participé à un mini-relais pour l'occasion.
Le relais de la flamme est divisé en deux parties. La première partie est un relais virtuel où les gens qui ont téléchargé une application ont pu participer au relais par l'intermédiaire d'une option interactive appelée « Give Me Fire ». Lorsqu'ils utilisent cette fonctionnalité, les utilisateurs ont pu passer la flamme olympique de la jeunesse à leurs amis en touchant leurs périphériques. Le relais a visité 258 endroits différents en ligne des 204 pays participants sur une période de 98 jours.
Après le relais virtuel, le relais physique a débuté à Nankin où un relais de 10 jours est prévu.

## Constructions sportives

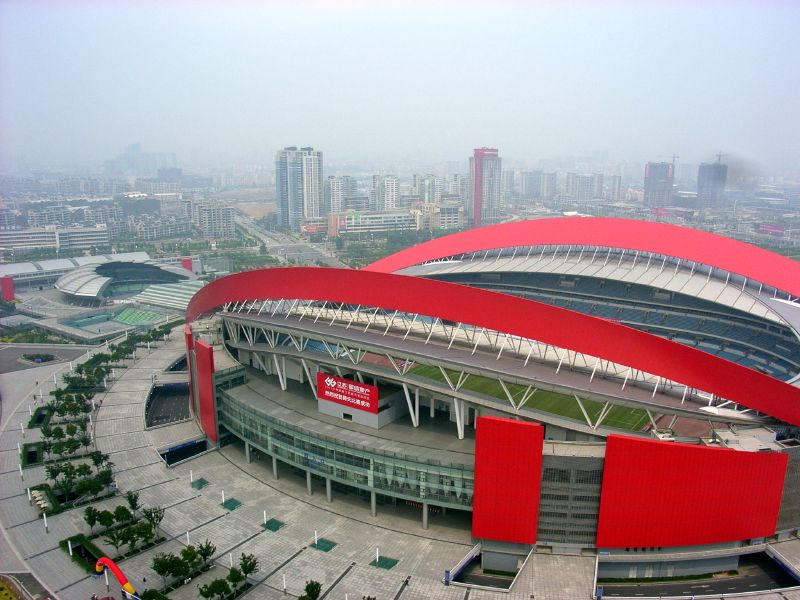
Centre des Sports olympiques à Nankin

Tous les sites sont situés dans quatre zones au sein de Nankin. Tous les sites à l'exception du cyclisme route, de la voile, et du triathlon, seront temporaires. 
Le Stade du Centre sportif olympique de Nankin accueillera les cérémonies d'ouverture et de clôture.
| District  | Site                                                                               | Image         | Sports                                                         | Capacité |
| --------- | ---------------------------------------------------------------------------------- | ------------- | -------------------------------------------------------------- | -------- |
| Gulou     | Longjiang Gymnasium                                                                |               | Judo, lutte                                                    |          |
| Gulou     | Wutaishan Sports Center                                                            |               | Basket-ball, football, tennis de table                         |          |
| Jiangning | Fangshan Sports Training Base                                                      |               | Tir à l'arc, tir                                               |          |
| Jiangning | Jiangning Sports Center                                                            |               | Football, handball                                             |          |
| Jiangning | Jinniu Lake Sailing Venue                                                          |               | Voile                                                          |          |
| Jianye    | Nanjing International Expo Center                                                  |               | Boxe, escrime, pentathlon moderne, taekwondo, haltérophilie    |          |
| Jianye    | Stade du Centre sportif olympique de Nankin                                        |               | Sports aquatiques, athlétisme, gymnastique, pentathlon moderne | 60 000   |
| Pukou     | Laoshan National Forest Park                                                       |               | Cyclisme                                                       |          |
| Pukou     | Youth Olympic Sports Park                                                          |               | Beach-volley, Cyclisme, hockey sur gazon, rugby à sept         |          |
| Xuanwu    | Nanjing Sport Institute                                                            |               | Badminton, tennis                                              |          |
| Xuanwu    | Xinzhuang Equestrian Venue, connu comme le Nanjing International Exhibition Center |               | Équitation                                                     |          |
| Xuanwu    | Xuanwu Lake Park                                                                   |               | Triathlon                                                      |          |
| Xuanwu    | Xuanwu Lake Rowing-Canoeing Venue                                                  | Canoë, aviron |                                                                |          |
| Xuanwu    | Zhongshan International Golf Club                                                  |               | Golf                                                           |          |

## Nations participantes
Actuellement 168 pays ont qualifié au moins un athlète. Un athlète du Sud-Soudan est qualifié et concourra sous le drapeau olympique, car le pays ne dispose pas d'un Comité national olympique. Les deux plus grosses délégations sont la Chine (142) et le Brésil (98).
| Afrique | Amériques | Asie | Europe | Océanie |
| --- | --- | --- | --- | --- |
| - Afrique du Sud - Algérie - Angola - Bénin - Botswana - Burkina Faso - Burundi - Cameroun - Cap-Vert - République centrafricaine - Union des Comores - République du Congo - République démocratique du Congo - Côte d'Ivoire - Djibouti - Égypte - Érythrée - Éthiopie - Gabon - Gambie - Ghana - Guinée - Guinée-Bissau - Guinée équatoriale - Kenya - Lesotho - Libéria - Libye - Madagascar - Malawi - Mali - Maroc - Maurice - Mauritanie - Mozambique - Namibie - Niger - Nigeria - Ouganda - Rwanda - Sao Tomé-et-Principe - Sénégal - Seychelles - Sierra Leone - Somalie - Soudan - Swaziland - Tanzanie - Tchad - Togo - Tunisie - Zambie - Zimbabwe | - Antigua-et-Barbuda - Argentine - Aruba - Bahamas - Barbade - Belize - Bermudes - Bolivie - Brésil - Îles Caïmans - Canada - Chili - Colombie - Costa Rica - Cuba - Dominique - Équateur - États-Unis - Grenade - Guatemala - Guyana - Haïti - Honduras - Îles Vierges britanniques - Îles Vierges des États-Unis - Jamaïque - Mexique - Nicaragua - Panama - Paraguay - Pérou - Porto Rico - République dominicaine - Saint-Christophe-et-Niévès - Sainte-Lucie - Saint-Vincent-et-les Grenadines - Salvador - Suriname - Trinité-et-Tobago - Uruguay - Venezuela | - Afghanistan - Arabie saoudite - Bahreïn - Bangladesh - Bhoutan - Birmanie - Brunei - Cambodge - Chine - Taipei chinois - Corée du Nord - Corée du Sud - Émirats arabes unis - Hong Kong - Inde - Indonésie - Irak - Iran - Israël - Japon - Jordanie - Kazakhstan - Kirghizistan - Koweït - Laos - Liban - Malaisie - Maldives - Mongolie - Népal - Oman - Ouzbékistna - Palestine - Pakistan - Philippines - Qatar - Singapour - Sri Lanka - Syrie - Tadjiskistan - Thaïlande - Timor oriental - Turkménistan - Viêt Nam - Yémen | - Albanie - Allemagne - Andorre - Arménie - Autriche - Azerbaïdjan - Belgique - Biélorussie - Bosnie-Herzégovine - Bulgarie - Chypre - Croatie - Danemark - Estonie - Espagne - Finlande - France - Géorgie - Grèce - Hongrie - Irlande - Islande - Italie - Lettonie - Liechtenstein - Lituanie - Luxembourg - Macédoine - Malte - Moldavie - Monaco - Monténégro - Norvège - Pays-Bas - Pologne - Portugal - République tchèque - Roumanie - Grande-Bretagne - Russie - Saint-Marin - Serbie - Slovaquie - Slovénie - Suède - Suisse - Turquie - Ukraine | - Australie - Îles Cook - Fidji - Guam - Kiribati - Marshall - Micronésie - Nauru - Nouvelle-Zélande - Palaos - Papouasie-Nouvelle-Guinée - Salomon - Samoa - Samoa américaines - Tonga - Tuvalu - Vanuatu |
| 53 pays | 41 pays | 43 pays | 49 pays | 17 pays |
| - Athlètes olympiques indépendants (originaires du Soudan du Sud) | | | | |

## Compétition

### Sports au programme
Voici une liste des 29 sports qui sont proposés aux JOJ, ainsi que des sites où ils sont pratiqués. Le golf et le rugby à sept sont au programme pour la première fois. Le beach-volley remplace le volley-ball en salle et d'autres sports vont modifier leur format, comme le hockey sur gazon qui se dispute par équipes de sept. De nouveaux événements sont également introduits dans certains sports, y compris une épreuve mixte de tir,.
| - Athlétisme - Aviron - Badminton - Basket-ball - Beach-volley - Boxe - Canoë-kayak - Cyclisme - Équitation - Escrime - Football - Golf - Gymnastique - Haltérophilie - Handball | - Hockey sur gazon - Judo - Lutte - Natation - Pentathlon moderne - Plongeon - Rugby à sept - Taekwondo - Tennis - Tennis de table - Tir - Tir à l’arc - Triathlon - Voile |  |

### Calendrier
Les compétitions sont organisés à partir du fuseau horaire UTC+8 — c'est-à-dire heure universelle plus huit heures, le fuseau utilisé par Pékin. 222 épreuves doivent avoir lieu au cours de ces Jeux olympiques de la jeunesse 2014.
| ● | Cérémonie d'ouverture | ● | Jour de compétition | ● | Jour de finale | 2 | Nombre de finales | ● | Cérémonie de clôture |

| Août                    | 14 | 15 | 16 | 17 | 18 | 19 | 20 | 21 | 22  | 23  | 24  | 25  | 26  | 27  | 28 | Épreuves |
| ----------------------- | -- | -- | -- | -- | -- | -- | -- | -- | --- | --- | --- | --- | --- | --- | -- | -------- |
| Cérémonies              |    |    | ●  |    |    |    |    |    |     |     |     |     |     |     | ●  |          |
| Athlétisme              |    |    |    |    |    |    | ●  | ●  | ●   | 13  | 12  | 11  | 1   |     |    | 37       |
| Aviron                  |    |    |    | ●  | ●  | ●  | 4  |    |     |     |     |     |     |     |    | 4        |
| Badminton               |    |    |    | ●  | ●  | ●  | ●  | ●  | 3   |     |     |     |     |     |    | 3        |
| Basket-ball             |    |    |    |    | ●  | ●  | ●  | 2  | ●   | ●   | ●   | ●   | 2   |     |    | 4        |
| Beach-volley            |    |    |    | ●  | ●  | ●  |    | ●  | ●   |     | ●   | ●   | 1   | 1   |    | 2        |
| Boxe                    |    |    |    |    |    |    |    |    |     | ●   | ●   | ●   | 3   | 10  |    | 13       |
| Canoë-kayak             |    |    |    |    |    |    |    |    |     | ●   | 4   |     | ●   | 4   |    | 8        |
| Cyclisme                |    |    |    | ●  | ●  | ●  | ●  |    | 2   |     | 1   |     |     |     |    | 3        |
| Équitation              |    |    |    |    |    | ●  | 1  | ●  | ●   | ●   | 1   |     |     |     |    | 2        |
| Escrime                 |    |    |    | 2  | 2  | 2  | 1  |    |     |     |     |     |     |     |    | 7        |
| Football                | ●  | ●  |    | ●  | ●  |    | ●  | ●  |     | ●   | ●   | ●   | 1   | 1   |    | 2        |
| Golf                    |    |    |    |    |    | ●  | ●  | 2  |     |     | ●   | ●   | 1   |     |    | 3        |
| Gymnastique             |    |    |    | ●  | ●  | 1  | 1  | 1  | 1   | 5   | 5   |     | ●   | 2   |    | 16       |
| Haltérophilie           |    |    |    | 2  | 2  | 2  |    | 2  | 2   | 1   |     |     |     |     |    | 11       |
| Handball                |    |    |    |    |    |    | ●  | ●  | ●   |     | ●   | 2   |     |     |    | 2        |
| Hockey sur gazon        |    |    |    | ●  | ●  | ●  | ●  | ●  |     | ●   | ●   | ●   | 1   | 1   |    | 2        |
| Judo                    |    |    |    | 3  | 3  | 2  |    | 1  |     |     |     |     |     |     |    | 9        |
| Lutte                   |    |    |    |    |    |    |    |    |     |     |     | 5   | 4   | 5   |    | 14       |
| Natation                |    |    |    | 3  | 8  | 5  | 7  | 4  | 9   |     |     |     |     |     |    | 36       |
| Pentathlon moderne      |    |    |    |    |    |    |    |    | ●   | 1   | 1   |     | 1   |     |    | 3        |
| Plongeon                |    |    |    |    |    |    |    |    |     | 1   | 1   | 1   | 1   | 1   |    | 5        |
| Rugby à sept            |    |    |    | ●  | ●  | ●  | 2  |    |     |     |     |     |     |     |    | 2        |
| Taekwondo               |    |    |    | 2  | 2  | 2  | 2  | 2  |     |     |     |     |     |     |    | 10       |
| Tennis                  |    |    |    | ●  | ●  | ●  | ●  | ●  | ●   | 2   | 3   |     |     |     |    | 5        |
| Tennis de table         |    |    |    | ●  | ●  | ●  | 2  | ●  | ●   | 1   |     |     |     |     |    | 3        |
| Tir                     |    |    |    | 1  | 1  | 1  | 1  | 1  | 1   |     |     |     |     |     |    | 6        |
| Tir à l'arc             |    |    |    |    |    |    |    |    | ●   | ●   | 1   | 1   | 1   |     |    | 3        |
| Triathlon               |    |    |    | 1  | 1  |    |    | 1  |     |     |     |     |     |     |    | 3        |
| Voile                   |    |    |    |    | ●  | ●  | ●  |    | ●   | 4   |     |     |     |     |    | 4        |
| Médailles d'or total    |    |    |    | 14 | 19 | 15 | 21 | 16 | 18  | 28  | 29  | 20  | 17  | 25  |    | 222      |
| Médailles d'or cumulées |    |    |    | 14 | 33 | 48 | 69 | 85 | 103 | 131 | 160 | 180 | 197 | 222 |    | 222      |
| Août                    | 14 | 15 | 16 | 17 | 18 | 19 | 20 | 21 | 22  | 23  | 24  | 25  | 26  | 27  | 28 | Épreuves |

### Tableau des médailles
À côté des équipes mixtes CNO, les dix premières nations au classement des médailles sont énumérés ci-dessous.
- Pays organisateur (Chine)

| Rang | Nation                              | Or | Argent | Bronze | Total |
| ---- | ----------------------------------- | -- | ------ | ------ | ----- |
| 1    | Chine                               | 38 | 13     | 14     | 65    |
| 2    | Russie                              | 27 | 19     | 11     | 57    |
| —    | Divers comités nationaux olympiques | 13 | 12     | 14     | 39    |
| 3    | États-Unis                          | 10 | 5      | 7      | 22    |
| 4    | France                              | 8  | 3      | 9      | 20    |
| 5    | Japon                               | 7  | 9      | 5      | 21    |
| 6    | Ukraine                             | 7  | 8      | 8      | 23    |
| 7    | Italie                              | 7  | 8      | 6      | 21    |
| 8    | Brésil                              | 7  | 6      | 1      | 13    |
| 9    | Hongrie                             | 6  | 6      | 11     | 23    |
| 10   | Azerbaïdjan                         | 5  | 6      | 1      | 12    |

### Disciplines de démonstration
Une initiative nommée labo des sports propose la présentation de quatre sports candidats à l'entrée dans le programme officiel des Jeux olympiques : wushu, roller, skateboard et escalade. Ces démonstrations allient ateliers de découverte pour le public et exhibitions de quelques-uns des meilleurs spécialistes de ces disciplines. De plus, pour quinze disciplines olympiques, des épreuves proposent l'affrontement d'équipes mixtes composées d'athlètes masculins et féminins de diverses nationalités et même de continents différents.

## Audiences
Les billets pour l’édition 2014 ont été mis en vente en avril de la même année. Seule la cérémonie d’ouverture et les disciplines chères aux spectateurs chinois (plongeon, badminton, taekwondo, etc.) affichent complet. L’athlétisme et les sports collectifs ne semblent ne pas avoir attiré les foules. Les organisateurs estiment avoir vendu, au 13 aout 2014, près de 390 000 billets, soit un peu moins de 60 % des tickets disponibles.
Le Comité international olympique (CIO) espère par ailleurs que le suivi médiatique sera plus important qu’il y a quatre ans, même si le CIO n’a jamais fait des JOJ un enjeu lucratif.

## Médias
Les Jeux olympiques de la jeunesse d'été sont diffusés pour la première fois à la télévision française, sur la chaîne l'Équipe 21.